# Episodi di Agent Carter (prima stagione)
La prima stagione della serie televisiva Agent Carter, composta da 8 episodi, è stata trasmessa in prima visione negli Stati Uniti dal canale ABC dal 6 gennaio al 24 febbraio 2015.
In Italia, la stagione è andata in onda in prima visione sul canale satellitare Sky Cinema 1 dal 2 al 23 febbraio 2016; in chiaro è stata trasmessa dal 20 novembre all'11 dicembre 2016 su Rai 4.
Gli antagonisti principali della stagione sono: l'organizzazione segreta Leviathan, il dott. Johann Fenhoff/Dottor Ivchenko e Dottie Underwood.
| nº | Titolo originale      | Titolo italiano        | Prima TV USA     | Prima TV Italia  |
| -- | --------------------- | ---------------------- | ---------------- | ---------------- |
| 1  | Now is Not the End    | Questa non è la fine   | 6 gennaio 2015   | 2 febbraio 2016  |
| 2  | Bridge and Tunnel     | In periferia           | 6 gennaio 2015   | 2 febbraio 2016  |
| 3  | Time and Tide         | Appena in tempo        | 13 gennaio 2015  | 9 febbraio 2016  |
| 4  | The Blitzkrieg Button | Il pulsante Blitzkrieg | 27 gennaio 2015  | 9 febbraio 2016  |
| 5  | The Iron Ceiling      | Il soffitto di ferro   | 3 febbraio 2015  | 16 febbraio 2016 |
| 6  | A Sin to Err          | Un peccato sbagliare   | 10 febbraio 2015 | 16 febbraio 2016 |
| 7  | Snafu                 | L'apparenza inganna    | 17 febbraio 2015 | 23 febbraio 2016 |
| 8  | Valediction           | Commiato               | 24 febbraio 2015 | 23 febbraio 2016 |

## Questa non è la fine
- Titolo originale: Now is Not the End
- Diretto da: Louis D'Esposito
- Scritto da: Christopher Markus e Stephen McFeely

### Trama
1945. Capitan America scambia le ultime parole con l'amata Peggy prima di sacrificarsi facendo schiantare l'Ala volante di Teschio Rosso nell'Artico. 
Finita la guerra, l'agente Carter è relegata ad un incarico d'ufficio alla Strategic Scientific Reserve (SSR) e vive in un piccolo appartamento assieme all'amica Colleen O'Brien, cui fa credere di lavorare in una compagnia telefonica. In ufficio viene sottovalutata a causa dell'imperante maschilismo dell'epoca, i colleghi (incluso il capo, Roger Dooley) la umiliano trattandola come una sorta di segretaria, unica eccezione è Daniel Sousa, eroe di guerra rimasto storpio. Nel frattempo Howard Stark è sotto processo con l'accusa d'aver venduto armi a paesi nemici degli Stati Uniti e, non presentandosi davanti al Congresso per l'ultima udienza, viene dichiarato un fuggitivo, motivo per il quale l'SSR si mette sulle sue tracce. Il miliardario però contatta Peggy rivelandole che qualcuno è penetrato in un suo deposito segreto sottraendogli diverse armi pericolose e vendendole all'estero; prima di recarsi in Europa a recuperare le armi già vendute, Stark incarica dunque l'amica di occuparsi di quelle ancora su suolo statunitense, garantendole per tale missione la piena assistenza del suo maggiordomo: Edwin Jarvis. Al fine di recuperare la prima arma della lista, il nitramene (formula calibrata dai Vita-Rays), Peggy si infiltra al nightclub "La Martinique", gestito dal ricettatore Spider Raymond, cui sottrae l'oggetto (già in forma di ordigno) dopo averlo sedotto e tramortito. Un uomo senza laringe e con un completo verde, però, uccide il ricettatore, la insegue fino al suo appartamento e, dopo aver assassinato anche Colleen, ha una colluttazione con Peggy al termine della quale viene gettato rovinosamente dalla finestra e fugge. Il giorno successivo, l'agente Carter e Jarvis fanno visita al dottor Anton Vanko il quale analizzando la bomba spiega che soltanto la Roxxon Oil Company avrebbe i mezzi per trasformare il nitramene in un'arma, cosa che permette alla donna di localizzare la raffineria in cui l'oggetto è stato prodotto: qui si imbatte in due scienziati che si danno entrambi alla fuga e uno di essi, Leet Brannis (anch'egli senza laringe), prima di andarsene a bordo di un furgone del latte carico di bombe, rivela a Peggy di star lavorando indipendentemente e che: "Leviathan sta arrivando"; dopodiché fa esplodere la struttura.
- Altri interpreti: Dominic Cooper (Howard Stark), Lyndsy Fonseca (Angie Martinelli), Kyle Bornheimer (Ray Krzeminski), Alexander Carroll (agente Yauch), James Frain (Leet Brannis), James Landry Hébert ("Completo Verde"), Ashley Hinshaw (Colleen O'Brien), James Urbaniak (Miles Van Ert), Andre Royo (Spider Raymond), Lesley Boone (Rose), Bill Kalmenson (senatore Webster), Costa Ronin (Anton Vanko), Chris Evans[3] (Steve Rogers/Captain America).
- Ascolti USA: telespettatori 6 910 000[4].
- Citazioni e riferimenti: Enver Gjokaj (Daniel Sousa) è comparso in The Avengers nel ruolo minore di un poliziotto newyorkese. In una scena Peggy prende un taxi della Lucky Star Cab Company, apparsa in Captain America - Il primo Vendicatore (durante la sequenza in cui Steve scopre i suoi poteri) infine, Leet Brannis è un ladruncolo comparso in un fumetto Golden Age come avversario di Trottola.[5]

## In periferia
- Titolo originale: Bridge and Tunnel
- Diretto da: Joseph V. Russo
- Scritto da: Eric Pearson

### Trama
La Roxxon Oil Company finanzia uno show radiofonico, The Captain America Adventure Program, che infastidisce molto Peggy poiché la "fidanzata di Capitan America" viene dipinta come la tipica damigella in pericolo; inoltre, non potendo più permettersi di pagare l'affitto del suo appartamento senza un'inquilina deve trovare una nuova casa economica e, non volendo mettere in pericolo l'amica Angie Martinelli, che le propone di vivere con lei, decide di sistemarsi temporaneamente in una casa di Stark messale a disposizione da Jarvis. Nel frattempo si mette sulle tracce di Leet Brannis e, raggiunta la compagnia cui appartiene il furgone del latte usato da esso per la fuga, scopre nome e indirizzo di Sheldon McFee, l'impiegato cui appartiene; poco prima che abbia il tempo di recarvisi però, il capo Dooley e l'arrivista agente Jack Thompson la contattano per aiutarli a ispezionare il personale della raffineria Roxxon esplosa, cosa che porta all'arresto di Miles Van Ert, il secondo scienziato artefice delle bombe al nitramene. Peggy si affretta dunque a raggiungere l'indirizzo di McFee, unico collegamento con Brannis, prima che Thompson faccia confessare Van Ert con la forza. Arrivati sul luogo lei e Jarvis trovano Brannis, che chiede protezione da Leviathan in quanto li ha traditi vendendo le armi rubate a Stark per conto proprio; mentre parlano sopraggiunge l'uomo in completo verde che ingaggia un combattimento con l'agente Carter e ferisce mortalmente Brannis prima di venire scaraventato in un lago a bordo del furgone con le bombe al nitramene, le quali detonano poco dopo. Prima di morire Brannis, impossibilitato a parlare poiché privo di laringofono, disegna a Peggy un enigmatico simbolo. Dooley, Thompson e Sousa, arrivati troppo tardi, rinvengono solo il cadavere dell'uomo, delle impronte di scarpe da donna e la chiave di un hotel appartenente all'uomo dal completo verde. Nel frattempo Jarvis ammonisce Peggy che non esiste persona, uomo o donna che sia, capace di vivere tagliando fuori gli altri, cosa che porta la ragazza ad accettare la proposta di Angie e trasferirsi con lei all'Hotel Griffith. Nel frattempo, l'agente Ray Krzeminski rinviene, tra le macerie della rimessa Roxxon, la targa dell'auto guidata da Jarvis.
- Altri interpreti: Lyndsy Fonseca (Angie Martinelli), Kyle Bornheimer (Ray Krzeminski), James Frain (Leet Brannis), James Landry Hébert ("Completo Verde"), Ray Wise (Hugh Jones), James Urbaniak (Miles Van Ert), Devin Ratray (Sheldon McFee), Erin Torpey (Betty Carver, attrice radiofonica), Walker Roach (Captain America, attore radiofonico), Ralph Garman (annunciatore radiofonico), Meagen Fay (Miriam Fry).
- Ascolti USA: telespettatori 6 910 000[4].
- Citazioni e riferimenti: Peggy, guardando la lista delle corse di cavalli su cui sta scommettendo Sousa, gli consiglia di puntare su Whitby’s Prospect senza dare spiegazioni: Prospect of Whitby è una delle taverne più antiche di Londra, fondata nel 1520 sulla riva del Tamigi (riferimento alle origini britanniche della protagonista). Inoltre viene menzionato lo studio legale Goodman, Lieber, Kurtzberg & Holliway.

## Appena in tempo
- Titolo originale: Time and Tide
- Diretto da: Scott Winant
- Scritto da: Andi Bushell

### Trama
All'Hotel Griffith la rigida proprietaria, Miriam Fry, caccia una delle inquiline per aver fatto entrare un ragazzo nella sua camera; il posto lasciato libero da quest'ultima viene successivamente occupato da Dottie Underwood, ingenua ballerina nativa dell'Iowa. Contemporaneamente il capo Dooley e l'agente Krzeminski perquisiscono la stanza d'hotel occupata dal fu Sasha Demidov (l'uomo in completo verde) trovandovi una macchina per scrivere capace di trasmettere e ricevere messaggi a lungo raggio (forse con l'Unione Sovietica), mentre dall'autopsia di Leet Brannis emerge che ha fatto parte del 48º Reggimento Armato Sovietico, i cui membri furono dichiarati morti nel 1944 dopo una battaglia a Finow, Germania. Nel frattempo Jarvis viene arrestato da Thompson e con l'accusa di essere invischiato nell'esplosione alla rimessa Roxxon; per torchiarlo, l'agente fa leva su una sua precedente imputazione per alto tradimento: durante la guerra, per evitare la deportazione in un campo di concentramento di sua moglie Ana, un'ebrea originaria di Budapest, Jarvis falsificò la firma di un generale presso cui era impiegato e scampò all'impiccagione solo grazie all'intervento di Stark. Per soccorrere l'uomo Peggy finge intenzionalmente incompetenza rovinando l'interrogatorio e umiliandosi di fronte a tutto l'ufficio. Amareggiata, quella sera stessa, la donna ricostruisce assieme a Jarvis le dinamiche del furto d'armi nella villa di Stark scoprendo che Brannis si è servito di un gommone per trasportarle attraverso la rete fognaria fino al molo; ripercorrendo tale tragitto i due trovano un'imbarcazione con il simbolo inciso da Brannis prima di morire e, dopo aver affrontato Jerome Zandow, un energumeno messovi di guardia, ne comunicano il ritrovamento con una telefonata anonima facendoli recuperare dall'SSR. Quella sera stessa tuttavia, mentre trasporta in carcere Zandow, Krzeminski viene assalito ed ucciso da un sicario che, per garantirne il silenzio, successivamente uccide anche l'arrestato.
- Altri interpreti: Lyndsy Fonseca (Angie Martinelli), Kyle Bornheimer (Ray Krzeminski), Alexander Carroll (agente Yauch), Patrick Robert Smith (Butch Wallace), Lesley Boone (Rose), Rob Mars (Jerome Zandow), Meagen Fay (Miriam Fry), Bridget Regan (Dottie Underwood).
- Ascolti USA: telespettatori 5 100 000[6].
- Citazioni e riferimenti: Jerome Zandow, nei fumetti, è un criminale minore presente in una delle primissime storie di Capitan America.[7]

## Il pulsante Blitzkrieg
- Titolo originale: The Blitzkrieg Button
- Diretto da: Stephen Cragg
- Scritto da: Brant Englestein

### Trama
Howard Stark fa ritorno a New York grazie alla complicità di un gruppo di contrabbandieri che tentano inutilmente di estorcergli una somma di denaro maggiore di quella pattuita. Riunitosi a Jarvis e Peggy, il miliardario si stabilisce temporaneamente a casa di quest'ultima poiché le sue proprietà sono ancora tenute sotto controllo dall'SSR; lo scopo del suo inaspettato ritorno è chiedere all'amica di sostituire con un falso una delle sue armi da poco recuperate, il "pulsante Blitzkrieg", in quanto essa è troppo pericolosa per essere lasciata in mano al governo. Intanto Dooley si reca a Norimberga, Germania, per poter interrogare il colonnello Ernst Mueller prima che sia impiccato per crimini contro l'umanità. L'uomo, che ha combattuto a Finow nel 1944, rivela che non vi fu alcuna battaglia contro il 48º Reggimento Armato Sovietico in quanto arrivata sul posto la sua squadra li trovò già tutti massacrati. Introdottasi nel deposito della SSR, Peggy riesce a recuperare il "pulsante Blitzkrieg" scoprendo però che, anziché essere un'arma, contiene una fiala del sangue di Capitan America conservata da Stark per servirsene a scopi scientifici; disgustata da tutto ciò, Peggy decide di non consegnargliela e lo caccia dal suo appartamento ponendo bruscamente fine alla loro collaborazione. Contemporaneamente Otto Mink, capo dei contrabbandieri truffaldini, si mette sulle tracce del miliardario in cerca di vendetta ed arriva fino all'indirizzo di Peggy prima di venire, a sorpresa, assassinato con estrema facilità da Dottie, che si impossessa della sua pistola automatica. Infine, fatto ritorno all'SSR, Dooley scopre che Howard Stark è stato a Finow dopo la presunta battaglia e, davanti ai suoi occhi, la macchina per scrivere-trasmettitore di Sasha Demidov si attiva componendo un nuovo messaggio.
- Altri interpreti: Lyndsy Fonseca (Angie Martinelli), Alexander Carroll (agente Yauch), Dominic Cooper (Howard Stark), Bridget Regan (Dottie Underwood), Meagen Fay (Miriam Fry), Jack Conley (colonnello Ernst Mueller), Gregory Sporleder (Otto Mink), Stan Lee (cliente di un lustrascarpe).
- Ascolti USA: telespettatori 4 630 000[8].
- Citazioni e riferimenti: Ernst Mueller nei fumetti è un personaggio minore membro della "Blitzkrieg Squad",[9] gruppo istituito dal Barone Wolfgang von Strucker per combattere gli Howling Commandos. Durante la scena nel carcere inoltre, Dooley menziona il feldmaresciallo Wilhelm Keitel e il Processo di Norimberga.

## Il soffitto di ferro
- Titolo originale: The Iron Ceiling
- Diretto da: Peter Leto
- Scritto da: Jose Molina

### Trama
Russia, 1937. In una struttura simile a un'accademia, l'appena decenne Dottie, viene sottoposta, assieme a centinaia di bambine sue coetanee a crudeli addestramenti paramilitari e lavaggi del cervello volti a trasformarla in una perfetta arma umana ed una spietata assassina.
Stati Uniti, 1946. Peggy riesce a decifrare il messaggio in codice ricevuto dalla macchina per scrivere-trasmettitore di Demidov, inerente all'acquisto di armi di Stark da parte di Leviathan in un complesso militare russo da lì a due giorni. Impressionato, Dooley acconsente di integrare la donna alla squadra incaricata di fermare l'incontro e costituita da Thompson, Rick Martinez e Mike Li; i quali, in Bielorussia si uniscono a Dum Dum Dugan e le nuove reclute degli Howling Commandos (Happy Sam Sawyer, Pinky Pinkerton e Junior Juniper) di modo da passare il confine. Riusciti a infiltrarsi nella base russa tuttavia, Peggy e gli altri scoprono di essere stati attirati in una trappola: la struttura è un centro d'addestramento dove delle bambine vengono trasformate in agenti dormienti da infiltrare negli Stati Uniti, e proprio una di esse uccide Junior Juniper dandosi poi alla fuga per lasciare che le guardie inizino una sparatoria nel quale perde la vita anche Mike Li. Nel corso della fuga, la squadra riesce a soccorrere un uomo tenutovi prigioniero: il dottor Ivchenko che, fatto ritorno con loro in patria, rivela di essere uno psichiatra obbligato da Leviathan ad assistere Nikola, folle ingegnere ucraino incaricato di interpretare i disegni delle armi rubate a Stark. Nel frattempo Dottie si introduce nell'appartamento di Peggy sottraendo le foto delle armi di Stark in custodia alla SSR e Dooley avvicina Jarvis comunicandogli di riferire al suo principale che nutre un sincero interesse nel sentire la sua versione dei fatti. Infine Sousa, dopo aver erroneamente visto Peggy cambiarsi negli spogliatoi prima della partenza, nota una cicatrice sulla sua spalla e, confrontandola con le foto della misteriosa donna vista a "La Martinique" la notte della morte di Spider Raymond (e sospettata d'intralciare l'SSR), scopre che si tratta della stessa persona.
- Altri interpreti: Bridget Regan (Dottie Underwood), Neal McDonough (Dum Dum Dugan), Leonard Roberts (Happy Sam Sawyer), Richard Short (Pinky Pinkerton), James Austin Kerr (Junior Juniper), Greg Serano (Rick Martinez), Eddie Shin (Mike Li), Ralph Brown (dottor Ivchenko), Alex Veadov (Nikola), John Glover (informatore di Dooley), Jared Gertner (crittografo), Veronika Bonell (Dottie a 10 anni).
- Ascolti USA: telespettatori 4 200 000[10].
- Citazioni e riferimenti: Il complesso russo visitato dalla squadra è la Stanza Rossa, luogo in cui, nei fumetti, vengono addestrate le candidate per il Programma Vedova Nera, la cui cadetta più celebre è Natasha Romanoff.

## Un peccato sbagliare
- Titolo originale: A Sin to Err
- Diretto da: Stephen Williams
- Scritto da: Lindsey Allen

### Trama
Il dottor Ivchenko rivela all'SSR che Leviathan è una sottosezione dei servizi segreti sovietici voluta dallo stesso Stalin al fine di procurare alla Russia le migliori armi biologiche, tecnologiche e umane (le bambine-killer della strana accademia); saputo ciò Peggy convince il capo Dooley a lasciarle interrogare le donne con cui Stark (noto playboy) si è intrattenuto negli ultimi sei mesi sospettando che una di loro sia una spia russa responsabile del furto delle sue armi e dell'omicidio di Krzeminski. Per svolgere più velocemente tale indagine, Peggy si allea nuovamente con Jarvis tuttavia, poco dopo, Sousa, consolidati i suoi sospetti sulla collega, ne rende Dooley partecipe facendo sì che Peggy sia accusata di alto tradimento e braccata dagli agenti dell'SSR. Contemporaneamente, il dottor Ivchenko, che in realtà è una talpa di Leviathan, ipnotizza l'agente Yauch facendosi rivelare dove sono tenute le armi di Stark per poi costringerlo a farsi investire da una macchina. Peggy si reca intanto all'Hotel Griffith per recuperare il sangue di Capitan America venendo aiutata dall'amica Angie a nascondersi dai suoi inseguitori; una volta reimpossessatasi della suddetta fiala tenta di lasciare l'edificio ma Dottie le si para davanti anestetizzandola con un bacio e tentando poi di ucciderla; il sopraggiungere di Thompson e Sousa la costringe però a desistere dal suo intento lasciando che Peggy venga arrestata e condotta alla sede dell'SSR per venire interrogata.
- Altri interpreti: Lyndsy Fonseca (Angie Martinelli), Bridget Regan (Dottie Underwood), Ralph Brown (dottor Ivchenko), Alexander Carroll (agente Yauch), Meagen Fay (Miriam Fry), Devin Ratray (Sheldon McFee).
- Ascolti USA: telespettatori 4 250 000[11].

## L'apparenza inganna
- Titolo originale: Snafu
- Diretto da: Vincent Misiano
- Scritto da: Chris Dingess

### Trama
Russia, 1943. Un ufficiale dell'esercito sovietico chiede al dottor Fennhoff (Ivchenko) di sfruttare il suo "dono" per assistere un soldato che deve subire l'amputazione di una gamba senza anestesia. Semplicemente parlando con lui, lo psichiatra riesce ad impedirgli di provare dolore.
Stati Uniti, 1946. Peggy viene interrogata dai colleghi dell'SSR e l'arrivo in suo soccorso di Jarvis con una confessione di colpevolezza firmata da Howard Stark peggiora solamente le cose nel momento in cui quest'ultima si rivela contraffatta dal maggiordomo per salvare la donna che, tuttavia, nota il dottor Ivchenko comunicare in codice morse con qualcuno (Dottie) nell'edificio di fronte alla sede dell'SSR. Al fine di ottenere la loro fiducia, Peggy racconta a Dooley, Thompson e Sousa la verità in merito alla sua indagine parallela senza omettere nemmeno che l'arma rinvenuta nel suo appartamento contenga il sangue di Capitan America. Persuaso, Dooley manda i due agenti nell'edificio frontale in testa a un manipolo di uomini e si adopera a sorvegliare lo psichiatra che, tuttavia, riesce a ipnotizzarlo facendosi aiutare a rubare una delle invenzioni di Stark dal deposito dell'SSR, per poi raggiungere Dottie (sfuggita ai suoi inseguitori) e fuggire in tutta calma mentre Peggy, Jarvis, Thompson, Sousa e il resto dell'SSR tentano di soccorrere il capo Dooley, costretto sotto ipnosi a indossare un giubbotto esplosivo. Comprendendo di non avere possibilità di salvezza, l'uomo si getta dalla finestra per far sì che i suoi uomini non rimangano coinvolti nell'esplosione; contemporaneamente Dottie e Ivchenko, giunti nella sala di un cinematografo, sperimentano l'arma rubata: un gas che spinge le persone che lo respirano a massacrarsi a vicenda in preda a una sorta di raptus di follia.
- Altri interpreti: Bridget Regan (Dottie Underwood), Ralph Brown (dottor Ivchenko), Lesley Boone (Rose), Sarah Bloom (Loretta Dooley), Lincoln Melcher (Emmett Dooley).
- Ascolti USA: telespettatori 4 140 000[12].
- Citazioni e riferimenti: Nella serie Agents of S.H.I.E.L.D. il sistema di manipolazione mentale usato dall'HYDRA è chiamato "Metodo Faustus". É un riferimento al dottor Faustus, un supercriminale che ha collaborato col Teschio Rosso e responsabile di vari attacchi contro Capitan America, il Soldato d'Inverno e perfino lo S.H.I.E.L.D.; è uno psicologo capace di usare l'ipnosi per costringere le persone ad eseguire i suoi ordini, convincerli che un fatto sia accaduto oppure no, o cambiarne i particolari.

## Commiato
- Titolo originale: Valediction
- Diretto da: Christopher Misiano
- Scritto da: Michele Fazekas e Tara Butters

### Trama
Dopo il massacro del cinematografo, Howard Stark si presenta alla sede dell'SSR rivelando a Peggy, Jarvis, Thompson e Sousa che il gas responsabile del fatto, il "Midnight Oil", originariamente progettato per diminuire il fabisogno di sonno nei soldati, si è rivelato un fallimento in quanto provocava raptus di follia omicida ed è stato usato senza il suo consenso durante la guerra risultando nel massacro di Finow. Uno dei pochi superstiti dell evento, Johann Fennhoff (vero nome di Ivchenko), si è poi unito a Leviathan in cerca di vendetta. L'SSR prepara quindi un piano per attirare Fennhoff allo scoperto annunciando l'innocenza di Stark in una conferenza stampa; lo psichiatra tuttavia, tramite uno stratagemma, riesce ad ingannare gli agenti e rapire il miliardario per costringerlo poi, grazie all'ipnosi, a pilotare un aereo carico di "Midnight Oil" sopra Times Square in occasione della prima Giornata della Vittoria. Dal momento che l'SSR arriva troppo tardi per impedire il decollo di Stark, Jarvis si offre volontario per inseguirlo e, eventualmente, abbatterlo prima che raggiunga la città, mentre Peggy affronta Dottie in un estenuante corpo a corpo riuscendo a scaraventarla dalla finestra e Fennhoff tenta la fuga cercando di costringere Sousa a uccidere Thompson, ma l'agente, premonitosi di tappi per le orecchie, lo raggira fingendosi in balia della sua ipnosi per poi neutralizzarlo con un colpo alla testa. Peggy, messasi in contatto radio con Stark lo risveglia dall'ipnosi impedendo l'attacco terroristico, sebbene Dottie, sopravvissuta alla caduta, riesca a fuggire. Tempo dopo, Stark decide di distruggere tutte le sue armi, Peggy va a vivere insieme a Angie in una delle ville dell'amico miliardario e Jarvis affida alla ragazza la fiala con il sangue di Capitan America che ella butta prontamente nell'East River, finalmente libera dal peso della perdita e pronta ad andare avanti con la sua vita.
Nella scena finale Fennhoff, imprigionato e impossibilitato a parlare dall'applicazione di una sorta di mordacchia, viene messo in cella assieme a Arnim Zola, il quale gli porge un taccuino di modo da potersi scambiare idee.
- Altri interpreti: Lyndsy Fonseca (Angie Martinelli), Dominic Cooper (Howard Stark), Ralph Brown (Dr. Johann Fennhoff), Bridget Regan (Dottie Underwood), Erin Torpey (Betty Carver, attrice radiofonica), Walker Roach (Captain America, attore radiofonico), Ralph Garman (annunciatore radiofonico), Toby Jones (Arnim Zola).
- Ascolti USA: telespettatori 4 020 000[13].